# Sâu máy tính

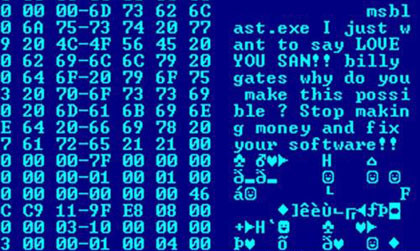
Kết xuất hex của sâu Blaster, hiển thị một thông điệp lập trình viên sâu này để lại cho Giám đốc điều hành Microsoft Bill Gates

Sự lây lan của sâu Conficker

Sâu máy tính là một chương trình máy tính chứa phần mềm độc hại độc lập tự sao chép để lây lan sang các máy tính khác. Nó thường sử dụng mạng máy tính để tự lây lan, dựa vào các lỗi bảo mật trên máy tính mục tiêu để truy cập. Nó sẽ sử dụng máy này làm máy chủ để quét và lây nhiễm cho các máy tính khác. Khi các máy tính bị sâu mới này kiểm soát, sâu sẽ tiếp tục quét và lây nhiễm các máy tính khác sử dụng các máy tính này làm máy chủ và hành vi lây lan này sẽ tiếp tục. Sâu máy tính sử dụng phương pháp đệ quy để tự sao chép mà không cần chương trình chủ và tự phân phối dựa trên quy luật tăng trưởng theo cấp số nhân, sau đó điều khiển và lây nhiễm ngày càng nhiều máy tính trong thời gian ngắn. Sâu hầu như luôn gây ra ít nhất một số tác hại cho mạng, ngay cả khi chỉ bằng cách tiêu tốn băng thông, trong khi vi rút hầu như luôn làm hỏng hoặc sửa đổi các tệp trên máy tính được nhắm mục tiêu.
Nhiều loại sâu được thiết kế chỉ để lây lan và không cố gắng thay đổi hệ thống mà chúng đi qua. Tuy nhiên, như sâu Morris và Mydoom đã chỉ ra, ngay cả những con sâu "không cần tải" này cũng có thể gây ra gián đoạn lớn bằng cách tăng lưu lượng mạng và các tác động ngoài ý muốn khác.

## Lịch sử

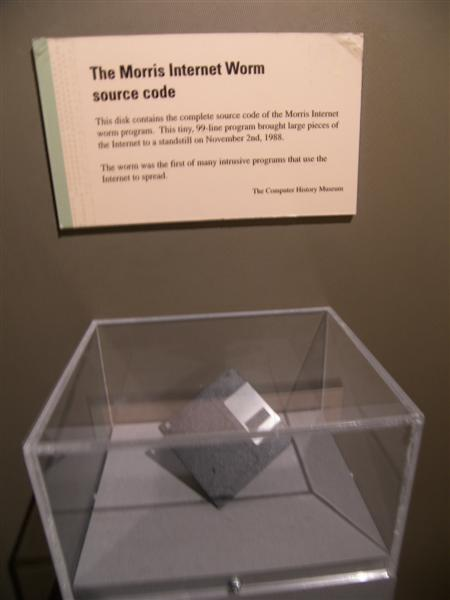
Đĩa mềm mã nguồn sâu Morris tại Bảo tàng Lịch sử Máy tính

Trên thực tế thuật ngữ "sâu máy tính" được sử dụng lần đầu tiên vào năm 1975 trong cuốn tiểu thuyết Shockwave Rider của John Brunner. Trong cuốn tiểu thuyết này, Nichlas Haflinger thiết kế và bắt đầu một con sâu thu thập dữ liệu nhằm trả thù những người đàn ông quyền lực điều hành một trang web thông tin điện tử quốc gia gây ra sự giống nhau hàng loạt. "Bạn có con sâu lớn nhất chưa từng có trong mạng và nó sẽ tự động phá hoại mọi nỗ lực theo dõi nó. Chưa bao giờ có con sâu nào có cái đầu cứng rắn hay cái đuôi dài đến thế! " 
Vào ngày 02 tháng 11 năm 1988, Robert Tappan Morris một sinh viên tốt nghiệp ngành khoa học máy tính tại Đại học Cornell, đã tung ra "sâu" đầu tiên và được gọi là Sâu Morris. Nó đã thâm nhập và lây lan trên một lượng lớn các máy tính trên Internet, ước tính vào thời điểm đó chiếm một phần mười tất cả máy tính kết nối trên internet. Khi Morris bị kiện ra tòa án, tòa phúc thẩm chính phủ Hoa Kỳ ước tính chi phí của việc loại bỏ "sâu" này vào khoảng $ 200-53,000 cho mỗi lần cài đặt và làm sạch trên mỗi máy tính. Sự việc này đã thúc đẩy sự hình thành và ra đời của Trung tâm điều phối CERT để phục vụ trong các trường hợp khẩn cấp và danh sách gửi thư Phage. Bản thân Morris trở thành người đầu tiên bị kết án theo đạo luật CFAA (Computer Fraud and Abuse Act) năm 1986.

## Đặc điểm

### Độc lập
Virus máy tính thường yêu cầu một chương trình chủ. Virus viết mã của chính nó vào chương trình chủ. Khi chương trình chạy, chương trình vi rút đã viết được thực thi trước, gây nhiễm trùng và hư hỏng. Sâu không cần chương trình chủ vì nó là một chương trình độc lập hoặc đoạn mã độc lập. Do đó, nó không bị hạn chế bởi chương trình chủ mà có thể chạy độc lập và chủ động thực hiện các cuộc tấn công.

### Các cuộc tấn công khai thác
Bởi vì sâu không bị giới hạn bởi chương trình chủ, sâu có thể lợi dụng các lỗ hổng hệ điều hành khác nhau để thực hiện các cuộc tấn công chủ động. Ví dụ, virus Nimda khai thác các lỗ hổng để tấn công.

### Tính phức tạp
Một số sâu được kết hợp với các tập lệnh trang web và được ẩn trong các trang HTML bằng VBScript, ActiveX và các công nghệ khác. Khi người dùng truy cập một trang web có chứa vi rút, vi rút sẽ tự động cư trú trong bộ nhớ và chờ được kích hoạt. Cũng có một số sâu được kết hợp với các chương trình cửa hậu hoặc Trojan, chẳng hạn như "Code Red".

### Tính lây nhiễm
Sâu có khả năng lây nhiễm cao hơn các loại virus truyền thống. Chúng không chỉ lây nhiễm vào các máy tính cục bộ mà còn lây nhiễm sang tất cả các máy chủ và máy khách trên mạng dựa trên máy tính cục bộ. Sâu có thể dễ dàng lây lan qua các thư mục chia sẻ, e-mail, các trang web độc hại và các máy chủ có nhiều lỗ hổng trong mạng.